# Musiq Soulchild
Taalib Johnson (Filadélfia, 16 de setembro de 1977), mais conhecido como Musiq Soulchild ou Musiq, é um cantor e compositor estadunidense.

## Biografia
Musiq é o mais velho de nove filhos, nascido na Filadélfia. Em uma idade precoce, Musiq decidiu que iria interromper sua formação escolar elevada, e saiu de casa aos 17 anos. Durante esse tempo, ele começou a construir a reputação de ser musicalmente talentoso, beat-box para MC's, estilo livre no circuito de microfone aberto, scatting em um clube de jazz, ou simplesmente executar a cappella nas ruas de Filadélfia, que é onde ele ganhou o nome "Musiq" e mais tarde acrescentou "Soulchild", que destina-se a respeitar e representar a herança e tradições da alma dos artistas do passado. Ele cita como seus ícones de inspiração Stevie Wonder, James Brown, Patti LaBelle, Billie Holiday, Sly & the Family Stone e Ray Charles.  
Musiq Soulchild estava entre uma série de artistas de R&B que chegaram durante a década de 2000 sem aderir aos sons chamativos e sexualmente agressivos que prevaleceram durante a década anterior. Taalib Johnson nascido na Filadélfia cresceu em uma casa que lhe proporcionou uma educação na alma dos anos 70. Além disso, inspirou os gostos contemporâneos de D'Angelo e Lauryn Hill, ele aplicou sua educação musical a um amor pelo hip-hop não comercial e refinou seu estilo romântico e afável everyman em uma série de seis álbuns de grandes rótulos, quatro dos quais foram ou ouro ou platina nos EUA. Um dos mais impressionantes cantores e compositores em seu campo, ele ganhou 11 indicações para o Grammy espalhadas uniformemente em uma década. Durante o ano de 2010, ele se estendeu de forma estilística e foi independente sem perder a base de sua alma. (https://www.allmusic.com/artist/musiq-soulchild-mn0000935739/biography)
Musiq também ganhou indicações ao prêmio da Moard, BET, ASCAP, BMI e Soul Train. Musiq Soulchild teve dois discos de platina, dois discos de ouro e sete singles de sucesso. Ele recebeu prêmios da Billboard, MTV, American Music Awards, NAACP e 11 indicações ao Grammy, incluindo 3 para o seu álbum de 2007, Luvanmusiq. Além de ser um artista de sucesso, Musiq é notável por sua forma criativa e original da titulação de seus álbuns e canções de ignorar as regras de pontuação, capitalização e ortografia[carece de fontes?].

## Discografia

### Álbums
- 2000 - Aijuswanaseing (Melhor posição na Billboard 200: #24 US)
- 2001 - Juslisen (#1 US)
- 2003 - Soulstar (#13 US)
- 2007 - Luvanmusiq (#1 US)
- 2008 - On My Radio (#11 US)
- 2009 - Christmas Musiq (Mini-álbum com 7 músicas)
- 2011 - Musiq In The Magiq

### Singles
- 2000 - Just Friends (Sunny) (#31 US)
- 2001 - Girlnextdoor (#85 US)
- 2001 - Love (#24 US)
- 2002 - Dontchange (#17 US)
- 2002 - Halfcrazy (#16 US)
- 2003 - Forthenight (#53 US)
- 2003 - Whoknows (#65 US)
- 2007 - B.U.D.D.Y (#36 US)
- 2007 - Teachme (#42 US)
- 2008 - Chocolate High (India.Arie feat. Musiq Soulchild)
- 2008 - Radio
- 2008 - IfUleave [feat. Mary J. Blige] (#71 US)
- 2009 - SoBeautiful (#84 US)